# 宇宙の渚
『宇宙の渚』（うちゅうのなぎさ）は、NHKが制作・放映する一連の科学番組。英語名は"The Cosmic Shore"。

## 概要
高度数十km〜数百kmの成層圏以上大気圏以内の範囲を、宇宙と地球の間の「宇宙の渚」と位置づけ、そこで起こる現象をテーマとする。
宇宙飛行士の古川聡が宇宙用超高感度ハイビジョンカメラ（Electron Multiplying CCDカメラ）を使い、国際宇宙ステーション滞在中に撮影した画像を中心にしている。その他、ジェット機や気球に搭載したカメラ、地上観測などの映像も利用される。

### 宇宙の渚の7不思議
公式サイトで言及されている題材は以下の通り。
- 渚の入り口（高度 15 - 35km）
- スプライト（高度 40 - 100km）
- 夜光雲（高度 80 - 85km）
- 大気光（高度 85 - 100km）
- 流星（高度 80 - 120km）
- オーロラ（高度 80 - 500km）
- （国際宇宙ステーション（高度 400km））
- 南大西洋異常帯（高度 300 - 1000km）

## 放送一覧
2011年9月18日
世界初・生中継特番 宇宙の渚に立つ（NHK BSプレミアム）
NHKスペシャル 世界初中継 宇宙の渚（NHK総合）
生放送。国際宇宙ステーションから宇宙飛行士の古川聡がリアルタイムで撮影した画像を中心に構成される。地球の夜景、雷、大気光、オーロラなどの生中継に成功した。
- 司会：香取慎吾、有働由美子
- アシスタント：稲塚貴一
- スタジオゲスト：仲間由紀恵、武田双雲、竹山隆範、毛利衛
- 専門家：渡部潤一、菊池崇[4]
- 放送時間
  - BSプレミアム
    - 17:00 - 18:00
    - 19:30 - 21:00

  - 総合
    - 19:30 - 19:58
    - 21:00 - 22:18

2011年12月31日 16:10 - 19:00にもBSプレミアムで放送されたものを再放送。
2012年1月4日
あさイチ「宇宙の渚スペシャル」
- 『あさイチ』内で、古川の撮影した画像を中心に紹介。

2012年2月28日
コズミックフロント「宇宙の渚　File1. 謎の光 "スプライト"」
- 以下3回は『コズミックフロント』のシリーズ。
- テーマ：スプライト
- 放送時間：21:00 - 22:30

2012年3月6日
コズミックフロント「宇宙の渚 File2. 46億年の旅人 流星」
- テーマ：流星
- 放送時間：21:00 - 21:57

2012年3月13日
コズミックフロント「宇宙の渚 File3. オーロラ 天と地の攻防」
- テーマ：オーロラ
- 放送時間：21:00 - 21:57

## テーマ音楽
- アンジェラ・アキ「One Family」

## 関連作品
- 『NHKスペシャル 宇宙の渚 上空400kmの世界』NHK出版、2012年4月21日。ISBN 978-4-14-081538-0
- 『NHKスペシャル 宇宙の渚 DVD-BOX〈3枚組〉』（2012年11月21日）
- 『NHKスペシャル 宇宙の渚 ブルーレイBOX〈3枚組〉』（2012年11月21日）
- 『NHKスペシャル「宇宙の渚」オリジナル・サウンドトラック』（2012年11月21日）[5]